# Anagyrus varithorax
Anagyrus varithorax är en stekelart som först beskrevs av Girault 1923.  Anagyrus varithorax ingår i släktet Anagyrus och familjen sköldlussteklar. Inga underarter finns listade i Catalogue of Life.